# Radopholus similis
Espèce
Radopholus similis, en français Anguillule mineuse du bananier ou Nématode foreur de racines[réf. nécessaire], est une espèce de nématodes de la famille des Pratylenchidae. C'est l'un des principaux parasites des arbres fruitiers et des légumineuses. Il s'attaque principalement aux bananiers et aux citronniers, mais ne néglige ni le cocotier, ni l'avocatier, ni le caféier ou la canne à sucre. Il détruit également certaines Poaceae ornementales.
C'est un endoparasite migrateur des racines. Il pratique des lésions dans le tissu cellulaire des racines, où il vit toute son existence, lésions qui entraînent une malnutrition de l'arbre et dégénèrent également en chancre.
Ce nématode a été observé pour la première fois en 1891 dans les tissus nécrosés d'un bananier du genre Musa. C'est l'un des plus gros ravageurs des bananeraies, avec des pertes estimées entre 30 et 60% dans les pays producteurs. Il prospère aujourd'hui même dans les régions tempérées.

## Taxonomie
L'espèce a été initialement classée dans le genre Tylenchus sous le protonyme Tylenchus similis par Nathan Cobb en 1893. Elle est déplacée dans le genre Radopholus par Gerald Thorne en 1949, sous le nom Radopholus similis,.
Ce taxon porte en français le noms vernaculaire ou normalisé suivant : Anguillule mineuse du bananier.
Radopholus similis a pour synonymes, :
- Anguillulina acutocaudata (Zimmermann, 1898) Goodey, 1932
- Anguillulina biformis (Cobb, 1909) Goodey, 1932
- Anguillulina granulosa (Cobb, 1893) Goodey, 1932
- Anguillulina similis (Cobb, 1893) Goodey, 1932
- Radopholus acutocaudatus (Zimmermann, 1898) Siddiqi, 1986
- Radopholus biformis (Cobb, 1909) Siddiqi, 1986
- Radopholus citrophilus Huettel, Dickson & Kaplan, 1984
- Radopholus granulosus (Cobb, 1893) Siddiqi, 1986
- Radopholus similis citrophilus (Huettel, Dickson & Kaplan, 1984) Siddiqi, 1986
- Rotylenchus similis (Cobb, 1893) Filipjev, 1936
- Tetylenchus granulosus (Cobb, 1893) Filipjev, 1936
- Tylenchorhynchus acutocaudatus (Zimmermann, 1898) Filipjev, 1934
- Tylenchus acutocaudatus Zimmermann, 1898
- Tylenchus biformis Cobb, 1909
- Tylenchus granulosus Cobb, 1893
- Tylenchus similis Cobb, 1893